# Meryl Streep
Mary Louise Streep (Summit, Nueva Jersey, 22 de junio de 1949), simplemente conocida como Meryl Streep, es una actriz estadounidense que ha desarrollado su carrera en cine, teatro y televisión. Ha sido galardonada en tres ocasiones con el Premio Óscar.
Debutó en las tablas con The Playboy of Seville en 1971 y fue nominada posteriormente al premio Tony por Recuerdo de dos lunes y 27 vagones llenos de algodón en 1976. Debutó en la pantalla pequeña con The Deadliest Season y en el cine con Julia en 1977. En 1978, recibió el premio Emmy por su protagónico en la serie Holocausto y fue candidata por primera vez al Óscar por The Deer Hunter el mismo año, premio que ganó posteriormente por las cintas Kramer vs. Kramer (1979), La decisión de Sophie (1982) y La dama de hierro (2011). Gracias a The Post, Streep ostenta el mayor número de nominaciones a este galardón, 21, más que ningún otro actor o actriz en la historia.
Pertenece al pequeño grupo de actores, seis en total, que han ganado el Óscar en al menos tres ocasiones de forma competitiva. También fue candidata gracias a las cintas: La mujer del teniente francés, Silkwood, Out of Africa, Un grito en la oscuridad, Postcards from the Edge, Los puentes de Madison, Adaptation, The Devil Wears Prada, La duda y Agosto, entre otras. En 2003 volvió al teatro con La gaviota, tras 20 años de ausencia y en 2004 realizó una destacada aparición en la cinta de HBO Angels in America, por la que fue distinguida con otro Emmy.
Ha recibido 31 nominaciones a los Globo de Oro, siendo ocho veces ganadora, acumulando así el mayor número de candidaturas que ninguna otra persona en la historia. Su larga carrera también le ha dado dos SAG, dos BAFTA y cinco nominaciones a los Grammy. En 2004 fue homenajeada por el American Film Institute por su contribución a la cultura estadounidense a través de las artes interpretativas, siendo la actriz más joven en ser distinguida. En 2010, fue reconocida con la Medalla Nacional de las Artes por parte de Barack Obama, en 2023, con el Premio Princesa de Asturias de las Artespor parte de la princesa Leonor de Borbón y en 2024 con la Palma de Oro honoraria.

## Juventud

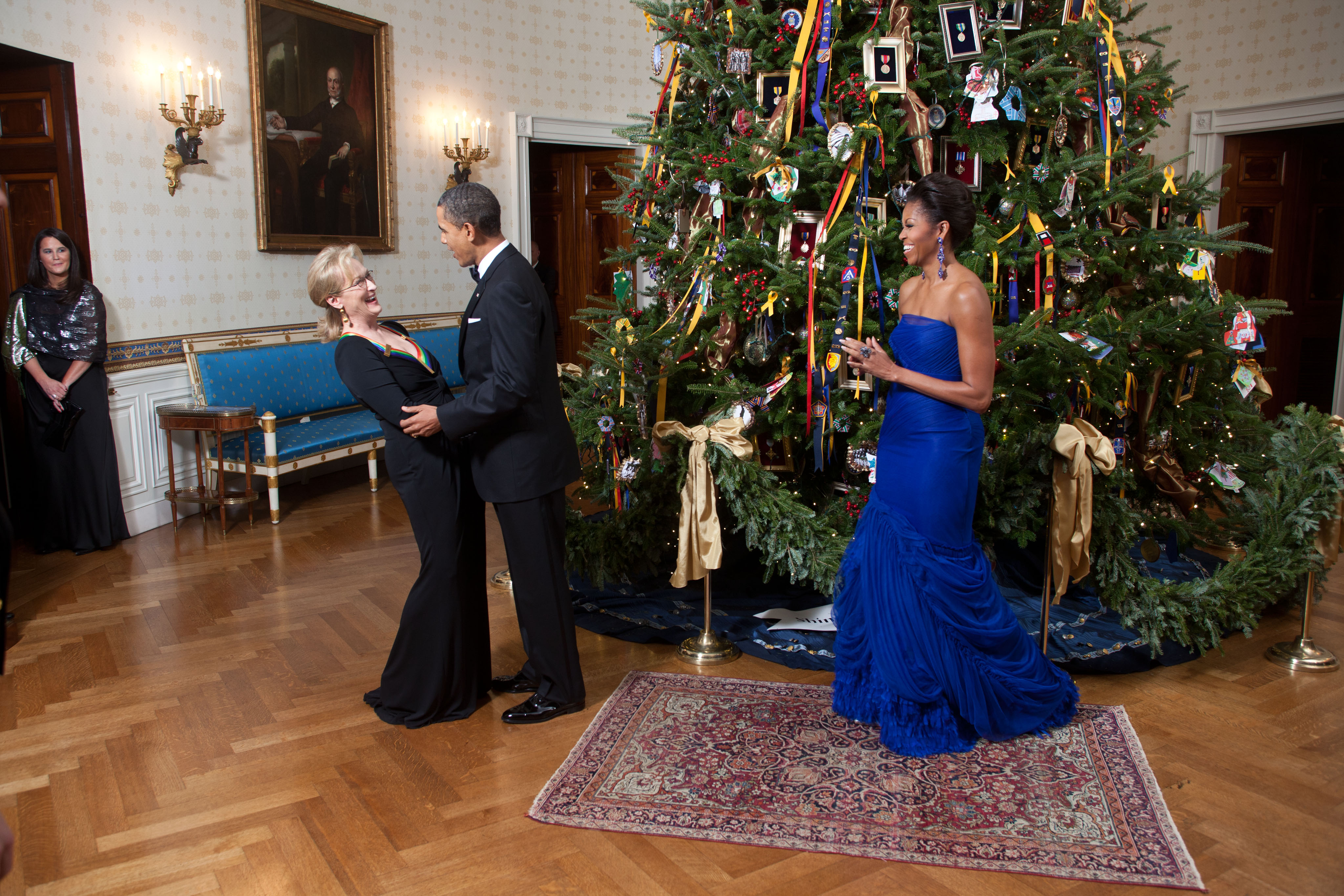
Meryl Streep junto al expresidente Barack Obama y su esposa

Su madre, Mary Wolf (1915-2001), fue una artista comercial y editora artística, su padre, Harry William Streep, Jr. (1910-2003), fue un ejecutivo de la industria farmacéutica. Tiene dos hermanos menores: Dana David y Harry William III. Sus ancestros paternos provienen de Loffenau, Alemania, en donde su bisabuelo, Gottfried Streep, fue el primero en emigrar a Estados Unidos. Igualmente, otro de sus ancestros sirvió como mayor del ejército. Por otro lado, parte de su familia es originaria de Giswil, una pequeña ciudad de Suiza. Su madre tenía ascendencia inglesa, alemana e irlandesa. Algunos de sus ancestros maternos fueron emigrantes ingleses del siglo XVIII. Su octavo bisabuelo fue uno de los primeros europeos en asentarse en Rhode Island. Streep también es pariente lejana de William Penn, fundador de Pensilvania, y diversos registros demuestran que su familia fue una de las primeras en adquirir tierras en dicho estado. Una de sus bisabuelas maternas es originaria del condado de Donegal, Irlanda. Además, es sobrina segunda de la actriz Teri Shields y prima segunda de la actriz Brooke Shields.
Fue criada como presbiteriana y creció en Bernardsville, Nueva Jersey, en donde asistió a la escuela Bernards High School. Tenía muchos amigos católicos y regularmente asistía a misa, pues admiraba dicha celebración. Recibió un gradó B.A. en Drama en el Vassar College en 1971; allí recibió una breve instrucción por parte de Jean Arthur. También acudió frecuentemente al Dartmouth College. Subsecuentemente, se graduó con una Maestría en Bellas Artes en la Escuela de Drama de la Universidad de Yale. Durante su permanencia en dicha universidad interpretó una gran variedad de roles en escena, desde el papel de Helena en la obra El sueño de una noche de verano, hasta una anciana de ochenta años en silla de ruedas en una comedia escrita por Christopher Durang y Albert Innaurato. En su adolescencia tomó clases de ópera, incentivada por su madre, ya que poseía una voz digna de ser cantante, aun así, Streep siempre optó por la actuación; sin embargo su voz ha sido un gran complemento para su carrera de actriz, la cual la ha llevado a interpretar varios éxitos de taquilla, un ejemplo claro es Mamma Mia!.

## Carrera

### Década de 1970: Primeros papeles cinematográficos y prominencia como actriz de reparto

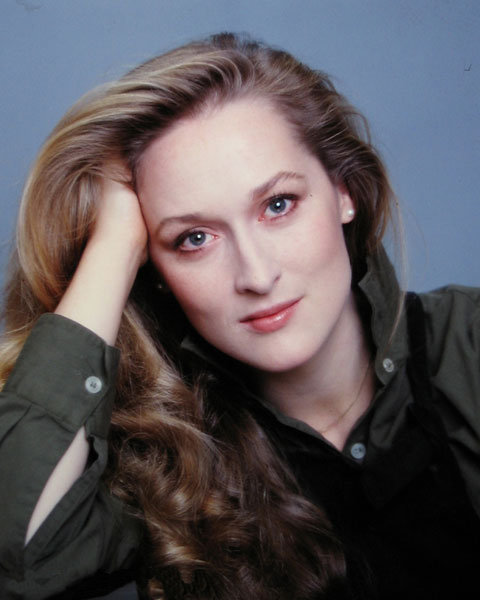
Streep en 1976.

Tras graduarse de Yale, Streep actuó en numerosas producciones teatrales en Nueva York y Nueva Jersey, incluyendo obras del festival Shakespeare al Parque, tales como: Enrique V, La fierecilla domada, junto con Raúl Juliá, y Measure for Measure, junto con Sam Waterston y John Cazale. Durante aquel tiempo, Streep entabló una relación con Cazale hasta la muerte de este, tres años después. Protagonizó la obra de Broadway Happy End y ganó un premio Obie por su participación en Alice at the Palace, pero siguió siendo relativamente desconocida en la profesión.
Audicionó con desiguales resultados para obtener papeles en películas cinematográficas, como el personaje de Dwan en la versión de King Kong de 1976. Aconsejado por su hijo, que había visto a Streep en teatro, el productor Dino De Laurentiis la recibió para decidir si era adecuada para dicho papel, y él dijo en italiano ante ella que era fea. Streep, que entendía el idioma, respondió sarcásticamente a su negativa con un fluido acento italiano, dejando impactado al poderoso magnate.
En 1976, protagonizó las obras de Brodway Recuerdo de dos lunes y 27 vagones de algodón; por esta última recibió una nominación al Tony como mejór actriz en una obra. También actuó en El jardín de los cerezos, por la cual fue nominada al Drama Desk Award.
Su primera película fue Julia, en 1977, en donde realizó un papel pequeño pero fundamental, compartiendo escena con Jane Fonda y Vanessa Redgrave. Durante su residencia en Nueva York, su novio John Cazale fue diagnosticado con cáncer óseo primario. Ambos fueron integrados al reparto de The Deer Hunter (1978),con Christopher Walken, Robert De Niro, John Savage y John Cazale, brindándole la satisfacción de poder permanecer cerca de Cazale durante la filmación, sin embargo, no estaba muy interesada en el papel, comentado: «Necesitaban una chica entre dos hombres, y estaba yo».
Protagonizó la miniserie Holocausto (1978), interpretando a una alemana casada con un artista judío en la Alemania Nazi. Tiempo después declaró que había considerado participar en dicha producción por ser «implacablemente noble» y había tomado el papel solo porque necesitaba dinero. Streep viajó a Alemania y Austria para las grabaciones mientras que Cazale se quedó en Nueva York. A su regreso, se dio cuenta de que la enfermedad había progresado y lo asistió hasta su muerte el 12 de marzo de 1978. Para superar su dolor, tuvo fe en que su trabajo le traería diversión: aceptó participar en The Seduction of Joe Tynan (1979), al lado de Alan Alda. Tiempo después comentó que había estado en «piloto automático» durante las grabaciones. Tras tener una audiencia de 109 millones de personas, Holocausto le otorgó a Streep el reconocimiento del público, descrito en agosto de 1978 como «al borde de la visibilidad nacional». Por su actuación, ganó el Emmy a la mejor actriz en miniserie o telefilme.
The Deer Hunter fue estrenada un mes después, otorgándole a Streep su primera nominación al Óscar como mejor actriz de reparto.
Realizó un papel de reparto en la cinta de Woody Allen Manhattan (1979), en donde declaró que no se le había permitido ver más de seis hojas del guion de su propio personaje y que no se le había permitido improvisar ni una sola palabra. Luego de ser consultada por el productor Stan Jaffee, el director Robert Benton y el actor Dustin Hoffman para encarnar el rol femenino en la cinta Kramer contra Kramer (1979), declaró que dicho papel no representaba a las mujeres que afrontaban divorcios y batallas legales para la custodia de sus hijos, considerándolo «demasiado malo». Jaffee, Benton y Hoffman coincidieron con Streep y decidieron reescribir todo el personaje. Como preparación, Streep consultó a su madre, preguntándole sobre su vida como mamá y ama de casa con una carrera y frecuentó el vecindario Upper East Side, lugar donde la película sería filmada. Benton le permitió escribir su propio diálogo en dos de las escenas de mayor importancia, a pesar de la objeción de Hoffman. Más tarde, Jaffee y Hoffman comentaron acerca de la incansabilidad de Streep: «es extraordinariamente trabajadora, al punto en que es obsesiva. Creo que no piensa en nada más aparte de lo que está haciendo».
Fue aclamada por la crítica por cada una de las películas que realizó en 1979: la comedia romántica Manhattan, el drama político The Seduction of Joe Tynan y el drama familiar Kramer contra Kramer. Por las tres, fue premiada por la Asociación de Críticos de Los Ángeles, la Sociedad Nacional de Críticos y por el Círculo de Críticos de Nueva York. Por Kramer contra Kramer, fue galardonada con su primer Óscar y un Globo de Oro, entre otros reconocimientos.

### Década de 1980: Consolidación y consagración como protagonista

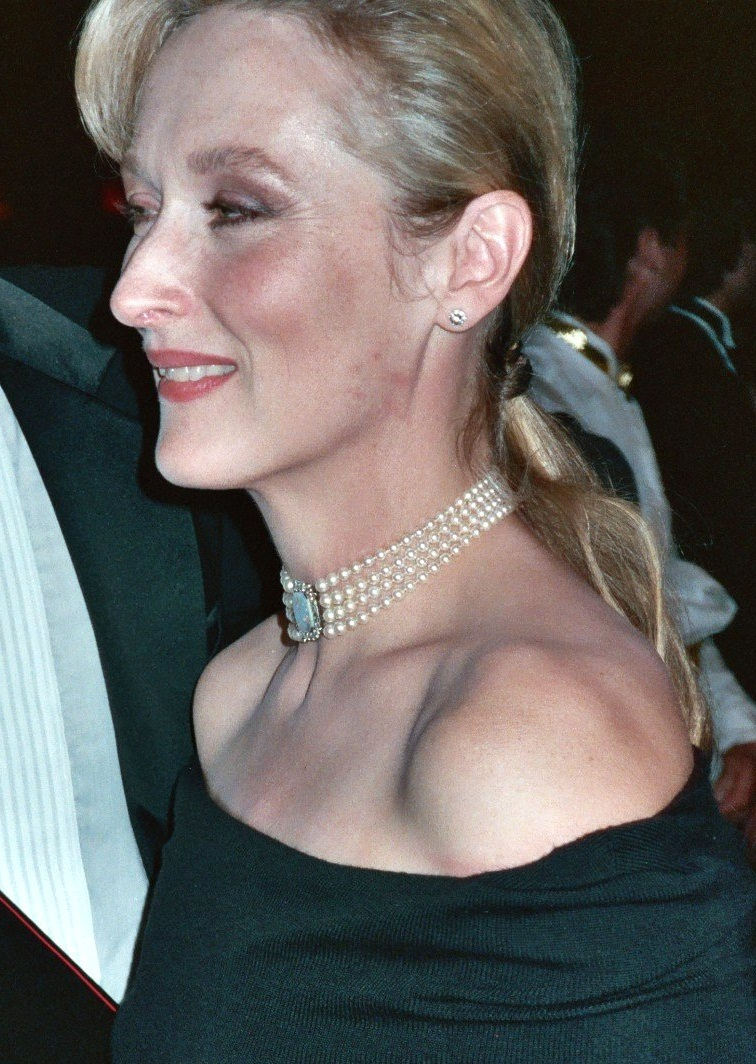
Streep, en la entrega de los Óscar de 1989.

Luego de sus prominentes papeles en dos de las cintas más exitosas de la década de 1970, y además ganadoras del Óscar a la mejor película: The Deer Hunter y Kramer contra Kramer, junto con otros elogios por la versatilidad de sus interpretaciones, Streep incursionó con éxito en los papeles protagonistas. Su primera película de la década fue La mujer del teniente francés en 1981. Un melodrama dentro de otro melodrama ambientado en la era victoriana y la actual, y en donde compartió escena con Jeremy Irons. Un artículo del New York Magazine comentó que mientras otras estrellas femeninas intentaban cultivar una identidad singular para cada película, Streep era un «camaleón», dispuesta a encarnar cualquier rol. Por su trabajo, fue premiada con el BAFTA a la mejor actriz.
Su siguiente filme fue el thriller psicológico Still of the Night (1982), en donde se reunió por segunda vez con el director de Kramer contra Kramer Robert Benton y cuyo elenco estaba compuesto por Roy Scheider y Jessica Tandy. Vincent Canby, editor de The New York Times, citó que la película era un homenaje al trabajo de Alfred Hitchcock, pero que una de sus principales debilidades era la falta de química entre Streep y Scheider, concluyendo que Streep era «impresionante, pero no está lo bastante cerca de la pantalla».
El mismo año interpretó a una polaca sobreviviente del holocausto en La decisión de Sophie. Su emocionalmente dramática interpretación y su aparente dominio del acento polaco le costaron el aplauso de la crítica. El guionista de la cinta, William Styron, escribió la historia para Ursula Andress, pero Streep estaba determinada a conseguir el papel. Después de conseguir una copia pirata del guion, fue hasta donde el director Alan J. Pakula y le suplicó que le diera el papel. Para la escena de «la decisión», parte fundamental de la película, Streep se negó a filmarla más de una vez pues la declaró extremadamente dolorosa y emocionalmente exhaustiva. Logró un gran número de premios internacionales, entre ellos, su segundo Óscar, esta vez como mejor actriz, así como otro Globo de Oro, entre otros. El crítico Roger Ebert declaró que sobre su actuación: «Streep realiza escenas en Brooklyn con un encantador acento polaco-estadounidense (es el primer acento que yo he querido abrazar), y realiza sus diálogos en alemán y polaco. Difícilmente no hay una emoción que Streep no toque en esta película, aun así, no somos conscientes de su esfuerzo. Esta es una de las más sorprendentes y, sin embargo, una de las más naturales interpretaciones que puedo imaginar».
Después del éxito de La decisión de Sophie, encarnó a la sindicalista Karen Silkwood en el drama de Mike Nichols Silkwood. Habló con Ebert acerca de su preparación para el filme, declarando que había conocido a gente cercana a Silkwood para aprender más de ella, y que, al hacerlo, se dio cuenta de que cada persona veía un aspecto distinto sobre ella. Streep se concentró en los eventos importantes de su vida, concluyendo: «no traté de convertirme en Karen. Solo traté de mirar lo que había hecho. Junté cada pieza de información que pude encontrar sobre ella... Lo que hice finalmente fue mirar los eventos de su vida, y tratar de entenderla desde adentro».
Sus siguientes películas fueron el drama romántico Falling in Love de 1984, junto con Robert De Niro, y el drama británico Plenty de 1985. Su participación en esta última fue descrita como de «gran sutileza; es difícil interpretar a una desquilibrada, neurótica y suicida mujer y hacerlo con tanta dulzura y encanto... Streep crea todo un personaje alrededor de una mujer que pudo haber sido simplemente solo un catálogo de síntomas».
El mismo año protagonizó Out of Africa (Memorias de África), encarnando a la escritora danesa Karen Blixen y compartiendo escena con Robert Redford. La película tuvo un gran éxito de taquilla, ganó 7 premios Óscar y recibió el 63% de aprobación por Rotten Tomatoes. Coprotagonizó junto con Jack Nicholson los dramas Heartburn (1986) y Tallo de hierro (1987). En 1988, apareció en Un llanto en la oscuridad, en donde encarnó a Lindy Chamberlain, una australiana acusada de asesinar a su propia hija, a pesar de haber clamado por su inocencia y haber acusado a un dingo del asesinato. Filmada en Australia, Streep fue condecorada por la academia cinematográfica de dicho país, AACTA, así como con el premio a la mejor actriz en el Festival de Cine de Cannes y un reconocimiento por parte del Círculo de Críticos de Nueva York, entre otros.
En 1989, realizó el primer papel cómico de su carrera en She-Devil, al lado de Roseanne Barr. Richard Corliss, editor de la revista TIME, declaró que Streep era «la única razón» para ver la película y observar cómo este se diferenciaba del tipo de papeles que había interpretado anteriormente, declarando: «¡Sorpresa! Dentro de los papeles tipo Greer Garson que Streep usualmente realiza, una loba del estilo de Carole Lombard está esperando ser liberada».

### Década de 1990: Incursión en comedia, acción, y otros géneros

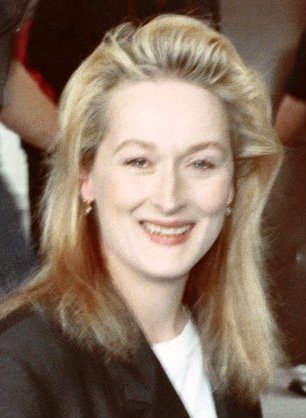
Streep en el año 1990.

En los noventa, Streep ya contaba con ocho nominaciones al Óscar, siendo una de las actrices más nominadas para dichos premios en ese entonces. Entre 1984 y 1990 había sido galardonada con seis premios People's Choice Awards como actriz favorita, y en 1990 fue nombrada como favorita del mundo. Se había consagrado como una actriz de primera categoría, por lo que durante los noventa, incursionó en géneros distintos con papeles muy diversos. La biógrafa Karen Hollinger describió este periodo como una etapa de descenso en la popularidad de sus películas, declarando que la percepción de la crítica era que había incursionado en la comedia como un intento de transmitir una imagen más clara, tras del fracaso comercial de varios dramas en los que había participado, sumado con la ausencia de papeles disponibles para actrices que sobrepasaban los cuarenta años. Streep comentó que había limitado sus opciones de trabajo a Los Ángeles, pues quería permanecer cerca de su familia. Ya había comentado sobre esta situación anticipadamente, en 1981: «para el momento en que una actriz llegue a sus cuarenta y tantos, nadie estará interesado en ella nunca más. Y si quieres tener un par de bebés durante ese mismo periodo, tienes que recoger tus cosas con mucho cuidado».
Su primer papel de la década, en Postales desde el filo, fue el de una adicta a las drogas, al lado de Dennis Quaid y Shirley MacLaine, por la que volvió a ser nominada al Óscar. Tras entablar una amistad con Goldie Hawn, intentaron buscar la posibilidad de realizar una película juntas. Luego de considerar varios proyectos, eligieron Thelma & Louise, sin embargo, Streep quedó embarazada y los productores decidieron reemplazarlas por Susan Sarandon y Geena Davis. Subsecuentemente, Streep y Hawn filmaron la comedia negra Death Becomes Her, también con la participación de Bruce Willis. Richard Corliss elogió la «actitud hechizante» de Streep, aunque desmeritó la cinta, llamándola «She-Devil con maquillaje». En 1994 realizó la primera película de acción de su filmografía: Río salvaje, junto con Kevin Bacon y John C. Reilly.
La casa de los espíritus es una película dramática de 1993 protagonizada por Streep, Jeremy Irons, Glenn Close, Winona Ryder y Antonio Banderas. El reparto incluye a Vanessa Redgrave, María Conchita Alonso, Armin Mueller-Stahl y Jan Niklas. Fue dirigida por Bille August y está basada en la novela La casa de los espíritus, de la escritora chilena Isabel Allende.
En 1995, protagonizó junto con Clint Eastwood una exitosa adaptación de la novela de Robert James Waller, Los puentes de Madison. Trataba acerca del amor originado entre un fotógrafo de edad madura con una italiana de igual edad en una finca de Iowa. Streep y Eastwood se llevaban estupendamente bien durante la producción y su química en pantalla originó que mucha gente creyera que mantenían una relación, sin embargo, ambos lo negaron. La cinta demostró ser exitosa en la taquilla norteamericana, recaudando cerca de setenta millones de dólares en Estados Unidos. La película, a diferencia de la novela, sorprendió a los críticos de cine y fue recibida con agrado. Janet Maslin, editor de The New York Times, escribió que Clint había conseguido crear «una conmovedora historia de amor en el corazón excesivamente autocomplaciente del Señor Waller», y Joe Morgenstern, editor de The Wall Street Journal, declaró que Los puentes de Madison era «una de las películas más placenteras de la historia reciente».
En 1996 apareció en Marvin's Room, una adaptación de la obra de Scott McPherson. Allí compartió escena con Diane Keaton como su distanciada hermana, y con Leonardo DiCaprio, como su rebelde hijo. Roger Ebert declaró que «Streep y Keaton, con sus diferentes estilos, encuentran la manera de hacer de Lee y Bessie más que una expresión de sus problemas». Aunque la cinta fue aclamada por la crítica, no fue estrenada a gran escala.
En 1999 encarnó a la violinista Roberta Guaspari en el drama Music of the Heart, en donde trató de infundir la pasión por el violín a niños del centro de Harlem del Este. Fue dirigida por Wes Craven, conocido por su amplio trabajo en el género de terror. Streep reemplazó a la cantante Madonna para interpretar a Guaspari, pues esta última abandonó el proyecto debido a «diferencias creativas» con Craven. Como preparación para el papel, Streep tomó clases de violín por dos meses, con una intensidad de cuatro a seis horas por día.

### Década de 2000: incursión en éxitos de taquilla

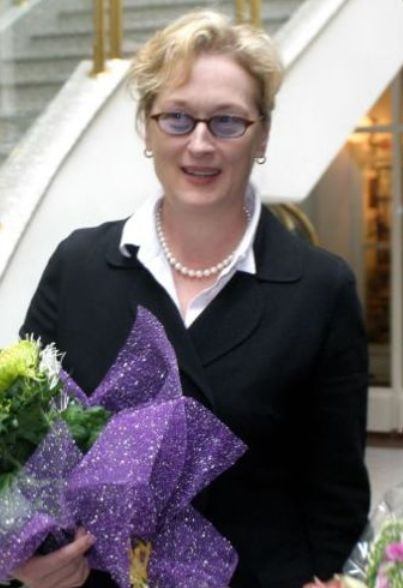
La actriz en San Petersburgo en 2004.

Streep debutó en la década de 2000 en la cinta de ciencia ficción de Steven Spielberg A.I. Inteligencia artificial, la cual narraba la historia de un joven androide, interpretado por Haley Joel Osment, que tenía la rara virtud de amar; Streep prestó su voz al Hada azul, quien ayuda a dicho androide a ver la realidad de su situación también en el reparto estaban Jude Law, Brendan Gleeson, Sam Robards, William Hurt, Ben Kingsley, Robin Williams y Chris Rock. El mismo año condujo junto con Liam Neeson la ceremonia de entrega del Premio Nobel de la Paz, llevada a cabo el 11 de diciembre de 2001.
En 2002, regresó a las tablas por primera vez en veinte años interpretando a Arkadina en La gaviota, dirigida por Mike Nichols y coprotagonizada por Kevin Kline, Natalie Portman y Philip Seymour Hoffman. El mismo año, realizó una destacada aparición de reparto en el drama de Spike Jonze Adaptation, encarnando a la reportera Susan Orlean. Dicha interpretación le valió el aplauso de la crítica internacional, siendo premiada con su cuarto Globo de Oro y con una nueva nominación al Óscar, entre otras distinciones. También en 2002, protagonizó junto con Nicole Kidman y Julianne Moore Las horas, basada en la novela de Michael Cunningham y dirigida por Stephen Daldry. Las horas narra la historia de tres mujeres de diferentes generaciones y cuyas vidas están interconectadas por la novela La señora Dalloway de Virginia Woolf. Todo un éxito de crítica, la cinta premió en numerosas formas a las tres protagonistas, otorgándoles el Oso de Plata a la mejor actriz el año siguiente.
En 2003 realizó un cameo en la comedia de Peter y Bobby Farrelly Stuck on You. El mismo año se reunió con Mike Nichols en la miniserie de HBO Angels in America, al lado de Al Pacino y Emma Thompson. Streep, quien interpretó cuatro papeles distintos, se hizo con los elogios de la crítica, recibiendo su segundo Emmy y su quinto Globo de Oro. En 2004 fue reconocida con un premio honorífico por el American Film Institute. El mismo año apareció en el thriller de Jonathan Demme The Manchurian Candidate junto con Denzel Washington, en donde interpretó a una senadora estadounidense quien manipula despiadadamene a su hijo para que consiga la vicepresidencia del país. El mismo año encarnó a la Tía Josephine en Lemony Snicket's A Series of Unfortunate Events, junto con Jim Carrey y basada en la saga del novelista Daniel Handler. Dicha comedia negra recibió críticas mayormente positivas y un Óscar al mejor maquillaje.
Su primera cinta de 2005 fue la comedia de Ben Younger, Prime. En ella interpreta a Lisa Metzger, la psicóloga judía de una empresaria divorciada y solitaria interpretada por Uma Thurman, quien entabla una relación con el hijo de Metzger (Bryan Greenberg), 28 años menor que ella. A pesar de no ser recibida de muy buena forma en principio, la cinta recaudó más de 60 millones de dólares en el mundo. Entre agosto y septiembre de 2006 participó en Madre Coraje y sus hijos, una producción del Teatro Público del Festival de Shakespeare de Nueva York. Fue concebida por Tony Kushner, acompañada por composiciones de Jeanine Tesori y dirigida por George C. Wolfe. En dicha obra de tres horas de duración, Streep compartió el escenario con Kevin Kline y Austin Pendleton, cantando y actuando en casi todas las escenas.
Ese mismo año apareció en el musical de Robert Altman A Prairie Home Companion junto a reconocidos actores como Lily Tomlin, Tommy Lee Jones, Lindsay Lohan y Woody Harrelson. El filme recaudó cerca de 26 millones de dólares, gran parte de los cuales provenían de ganancias domésticas. Logró el éxito de taquilla y crítica con su siguiente película: The Devil Wears Prada, una aclamada comedia dramática basada en el libro de Lauren Weisberger de 2003. Streep interpretó a Miranda Priestly, la editora principal y jefe de una influyente revista de moda. Por dicha actuación, recibió un sinnúmero de elogios de la crítica internacional, además de su décima cuarta nominación al Óscar —convirtiéndose en la actriz más nominada para dichos premios en la categoría de mejor actriz—, además de otro Globo de Oro. La cinta se convirtió en el mayor éxito de taquilla de su carrera hasta ese momento, recaudando un poco más de 326 millones de dólares.

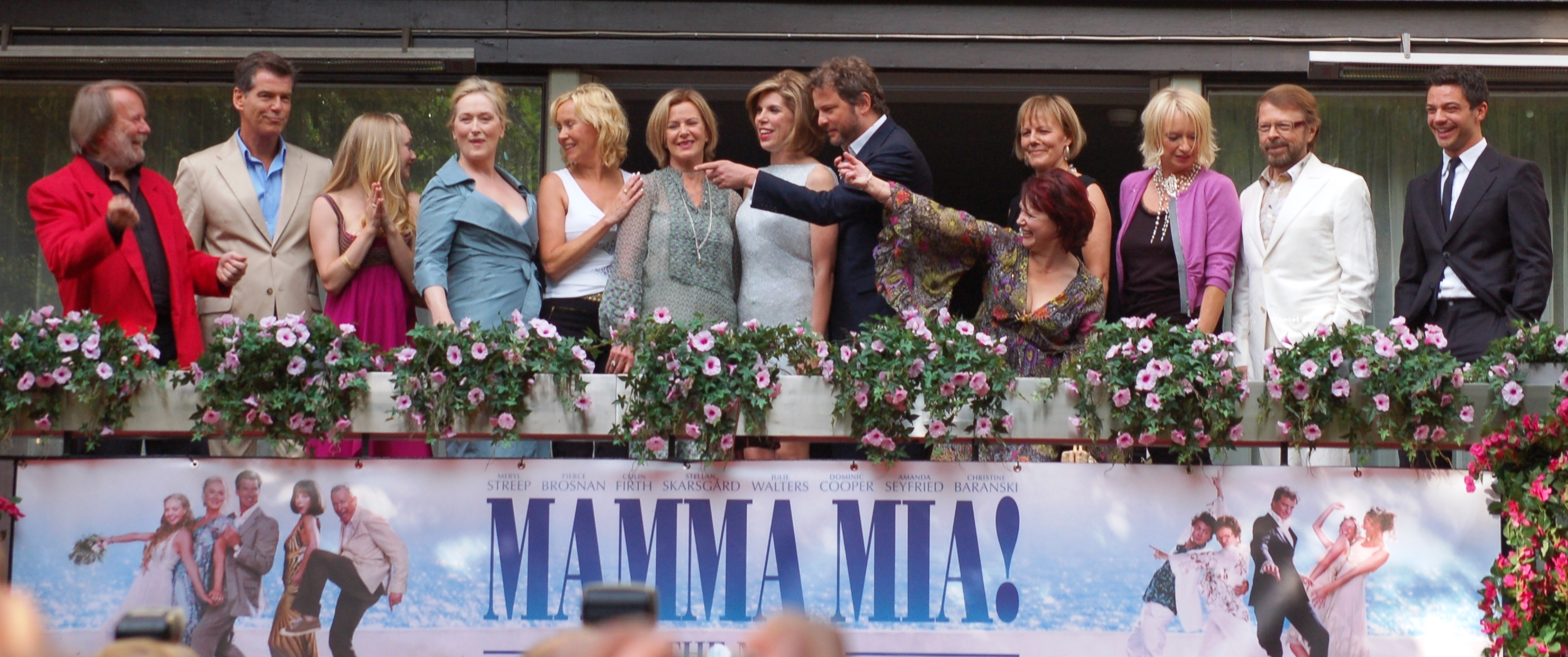
Streep junto con el elenco de Mamma Mia! y el grupo ABBA en 2008.

 En 2007, realizó tres películas. Interpretó a una adinerada mecenas en el poco elogiado filme Dark Matter, un drama chino que evocó el tiroteo en la Universidad de Iowa de 1991 y cuyo lanzamiento oficial estaba previsto para 2007. Sin embargo, el estreno fue cancelado luego del tiroteo en la Universidad de Virginia, ocurrido el 16 de abril del mismo año. Dark Matter se exhibió de forma limitada en algunos teatros en 2008, generando críticas muy negativas. En su siguiente película, el thriller político Rendition, interpretó a una oficial del gobierno de Estados Unidos quien investigaba a un ciudadano egipcio por terrorismo. Como la actriz tenía grandes deseos de participar en un proyecto de suspenso y no le ofrecían este tipo de papeles muy recurrentemente, firmó inmediatamente. Rendition recibió críticas mixtas por parte de la crítica y no logró éxito en taquilla.
También en 2007, participó con un pequeño papel y al lado de las aclamadas actrices Vanessa Redgrave y Glenn Close, además de su hija Mamie Gummer, en el drama de Lajos Koltai Evening, basada en la novela de Susan Minot de 1998. Ambientada entre el pasado y el presente, Evening cuenta la historia de una mujer postrada en cama, quien recuerda su tumultuosa vida durante la mitad de la década de los cincuenta. La cinta fue lanzada en medio de diversas reacciones de la crítica especializada, quienes la consideraron «bellamente filmada, pero decididamente aburrida, [con] una colosal pérdida de un elenco talentoso». Su siguiente película fue el thriller de Robert Redford y Tom Cruise en Leones por corderos, la cual narraba la conexión entre un pelotón de la armada estadounidense en Afganistán, un senador de dicho país norteamericano, un reportero y un profesor de una universidad en California.
En 2008, Streep encontró nuevamente el éxito comercial al protagonizar Mamma Mia!, una adaptación cinematográfica dirigida por Phyllida Lloyd del musical del mismo nombre, y el cual estaba basado en las canciones del grupo sueco ABBA. Contó con la participación de Amanda Seyfried, Pierce Brosnan, Stellan Skarsgård y Colin Firth. Streep interpreta a una madre soltera y miembro de un grupo de mujeres cantantes, cuya hija (Seyfried) invita a tres potenciales candidatos, entre los cuales estaría su padre, a su boda en una idílica isla griega. El musical se convirtió en un éxito de taquilla al instante, convirtiéndose en la producción más exitosa de la actriz en toda su carrera, con una recaudación mundial de más de 600 millones de dólares. Igualmente, se convirtió en uno de los musicales de mayor éxito de la historia. Streep recibió una nominación al Globo de Oro, así como comentarios generalmente buenos por parte de la crítica. El mismo año protagonizó La duda, junto con Philip Seymour Hoffman, Amy Adams y Viola Davis. Un drama ambientado en una escuela católica en 1964 y dirigida por una monja ultraconservadora (Streep), quien acusa ciegamente a un popular sacerdote (Hoffman) de pedofilia. Aunque la cinta no tuvo un resultado satisfactorio en taquilla, fue considerada por los críticos como una de las mejores películas del año. La duda recibió cinco nominaciones a los Óscar, entre ellas, una para Streep en la categoría de mejor actriz.
En 2009 encarnó a Julia Child en la comedia de Nora Ephron Julie & Julia, coestelarizada por Amy Adams y Stanley Tucci. Narra la historia de Julie Powell, una joven chef quien decidió preparar las 524 recetas de Child contenidas en su libro El arte de la cocina francesa en un periodo de un año y el cual relató en su blog personal bajo el título The Julie/Julia Project. Streep fue nuevamente nominada al Óscar en la categoría de actuación principal. El mismo año apareció en la comedia romántica It's Complicated junto con Alec Baldwin y Steve Martin. Ambas cintas le generaron a la actriz una nominación al Globo de Oro, ganándolo por primera. Adicionalmente, prestó su voz a Felicity Fox en la película animada Fantastic Mr. Fox dirigida por Wes Anderson, en esta película ella compartió reparto con George Clooney, Bill Murray, Jason Schwartzman, Owen Wilson, Adrien Brody y Willem Dafoe.

### Década de 2010: Seguimiento en la actuación

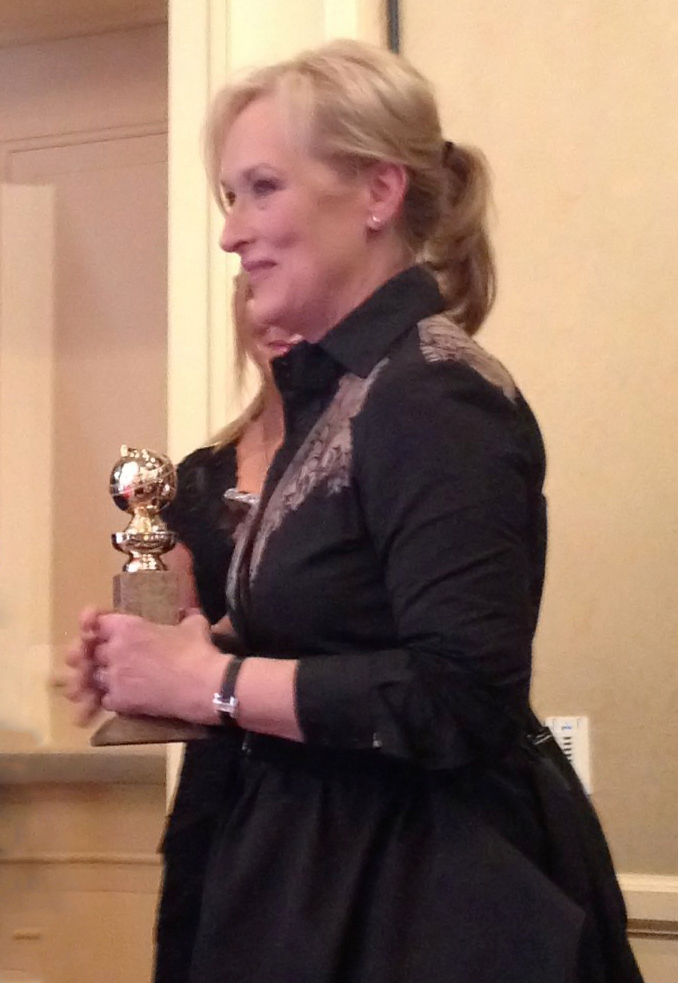
La actriz, con el Globo de Oro que ganó por La dama de hierro, en el 2012.

Su primera película de la década fue La dama de hierro, una cinta británica biográfica de 2011 sobre Margaret Thatcher, la cual relataba diversas etapas de su vida. Streep, quien estuvo presente durante los debates de los miembros de la Cámara de los Comunes para preparar su personaje, llamó su participación en la cinta como «un desafío emocionante y de enormes proporciones». Aunque La dama de hierro recibió comentarios mixtos, su personificación de Thatcher recibió los máximos elogios y distinciones de la industria cinematográfica alrededor del mundo, entre ellos, su primer BAFTA en treinta años, un Globo de Oro y su tercer Óscar, el primero en veintinueve años.
En 2012 se reunió con el director de El diablo viste de Prada, David Frankel, en la comedia dramática Hope Springs, junto con Tommy Lee Jones y Steve Carell. En ella, una madura pareja de esposos (Streep y Jones) intentan reactivar la intimidad de su relación asistiendo a una asesoría matrimonial intensiva. La cinta fue generalmente elogiada por la crítica, la cual destacó «las fascinantes interpretaciones de Meryl Streep y Tommy Lee Jones», quienes ofrecen «a los espectadores algunas risas maduras [...] y una mirada reflexiva a las relaciones en la adultez». La cinta le generó a Streep su vigésima séptima nominación al Globo de Oro.
En 2013, la actriz encarnó a Violet, una mujer madura con problemas de drogadicción y alcoholismo en el drama August: Osage County, junto con Julia Roberts, Ewan McGregor, Benedict Cumberbatch, Chris Cooper y Abigail Breslin Fue dirigida por John Wells y está basada en la obra teatral Agosto: Condado de Osage, de Tracy Letts. Streep se hizo con el aplauso de la crítica americana nuevamente y recibió varias nominaciones en reconocimiento, entre ellos su décima octava nominación al Óscar. A inicios del 2014 interpretó a Chief Elder, compartiendo escenario con Brenton Thwaites y Jeff Bridges en la película The Giver, dirigida por Phillip Noyce. En el mes de diciembre del 2014 Streep interpretó a La Bruja, compartiendo escenario con Emily Blunt, James Corden, Anna Kendrick, Chris Pine, Johnny Depp, Christine Baranski y Tracey Ullman, en la película Into the Woods, dirigida por Rob Marshall; esta película la llevó a la nominación de Actriz de Drama Favorita para los People's Choice Awards, su vigésima novena nominación a los Golden Globes y su decimonovena nominación a los Óscar, ambas como mejor actriz de reparto.

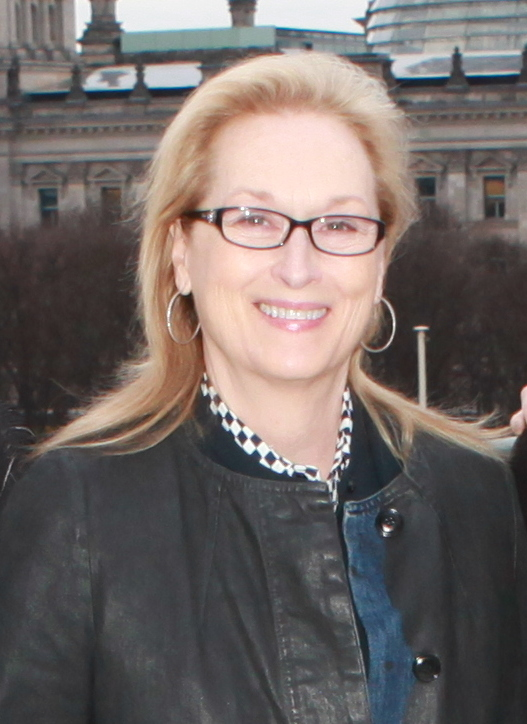
Streep en 2016.

En agosto de 2015 protagonizó la película Ricki and the flash. Meryl Streep aceptó el papel de Ricki Rendazzo/Linda, una mujer que deja a su familia para convertirse en una estrella de rock, y que más tarde tiene la oportunidad de hacer las paces. Meryl Streep destacó cantando covers como «Bad romance», «American girl» y «Drift away», entre otras. Cabe destacar que aprendió a tocar la guitarra eléctrica para la filmación y los covers que cantó no fueron editados para mejorar su voz.
A finales de 2015, participó en la cinta británica Suffragette, que se centra en las primeras participantes en el movimiento británico en favor del sufragio femenino de finales del siglo XIX y principios del siglo XX, donde fue elegida para interpretar a la líder sufragista británica Emmeline Pankhurst. Durante la promoción de la película volvió a convertirse en un altavoz de la igualdad de género, declarando que se identifica como una humanista que busca el equilibrio.
En 2016, fue jurado de la 66.a edición del Festival de Cine de Berlín. Su única película del año, Florence Foster Jenkins fue inspirada en la vida de la cantante de ópera del mismo nombre que, a pesar de su inhabilidad para el canto, insistió en convertirse en intérprete. La comedia también contó con la participación de Hugh Grant y Simon Helberg. Por este trabajo, Streep ganó el premio de la Crítica Cinematográfica a la mejor actriz de comedia y fue candidata al BAFTA, el Globo de Oro y el Óscar.
En 2017, Streep interpretó a la primera editora de periódicos estadounidense, Katharine Graham, junto a Benjamin Bradlee de Tom Hanks, en el drama político de Steven Spielberg The Post, que se centra en la publicación de The Washington Post de los Papeles del Pentágono de 1971. La película recibió críticas positivas con elogios dirigidos a las actuaciones de los dos protagonistas. Manohla Dargis escribió que «Streep crea un retrato conmovedor de una mujer que, al liberarse, ayuda a instigar una revolución». Ganó más de 177 millones de dólares con un presupuesto de 50 millones de dólares. Streep recibió su 31.ª nominación al Globo de Oro y la 21.ª nominación al Oscar a la Mejor Actriz en 2018.
En 2018, Streep repitió brevemente su papel de Donna Sheridan en la secuela musical Mamma Mia! Here We Go Again, trabajo con Lily James, Cher, Pierce Brosnan, entre otros. También jugó un papel secundario en la película musical y fantasía El regreso de Mary Poppins de Rob Marshall, una secuela musical de la película de 1964 Mary Poppins protagonizada por Emily Blunt en el papel principal y también con Lin-Manuel Miranda, Ben Whishaw, Emily Mortimer y Colin Firth. Streep más tarde apareció en su primer papel principal en una serie de televisión al protagonizar la segunda temporada de la serie dramática de HBO Big Little Lies en 2019. Interpretó el papel de Mary Louise Wright, la suegra de Nicole, personaje de Nicole Kidman. Liane Moriarty, autora de la novela del mismo nombre, en la que se basa la primera temporada, escribió una novela corta de 200 páginas que sirvió de base para la segunda temporada. Moriarty decidió nombrar al nuevo personaje Mary Louise, después del nombre legal de Streep. Posteriormente, Streep aceptó el papel sin leer un guion por primera vez en su carrera. Escribiendo para la BBC, Caryn James calificó su actuación como «deliciosa y astuta» y descubrió que era la «encarnación de una abuela pasivo-agresiva». Streep luego protagonizó la comedia biográfica dirigida por Steven Soderbergh The Laundromat, ambientada en el caso de escándalo financiero internacional conocido como Panama Papers. Fue la primera película distribuida por Netflix en la que protagonizó Streep. También interpretó a la Tía March en la película de Greta Gerwig, Mujercitas, la adaptación cinematográfica de la novela homónima escrita por Louisa May Alcott en 1868 y coprotagonizada por Saoirse Ronan, Emma Watson, Florence Pugh, Timothée Chalamet y Laura Dern. La película recibió elogios de la crítica y recaudó más de $216 millones contra su presupuesto de $40 millones.En ese año protagonizó junto con Gary Oldman y Antonio Banderas en la película La lavandería estrenada en Netflix.
En 2020, Streep prestó su voz a un papel en el cortometraje animado de Apple TV+ Here We Are: Notes for Living on Planet Earth.

### Década de 2020: Proyectos recientes
En 2020, Streep tuvo papeles principales en dos películas, ambas lanzadas por servicios de transmisión debido a la pandemia de COVID-19. Ella se reunió con Nicole Kidman, James Corden, Andrew Rannells y Keegan-Michael Key para Netflix, en la película de Ryan Murphy The Prom, una adaptación cinematográfica de la obra musical del mismo nombre de Broadway de 2016; y con el director Steven Soderbergh por su película de comedia de HBO Max Let Them All Talk. Streep protagonizó junto a Jennifer Lawrence y Leonardo DiCaprio Don't Look Up, también compartió reparto con Timothée Chalamet, Cate Blanchett, Mark Rylance, Jonah Hill y Ariana Grande dirigida por Adam McKay, para Netflix.Se unió en 2023 junto con Paul Rudd en la tercera temporada de Only Murders in the Building junto con Selena Gomez, Steve Martin y Martin Short en Disney+, interpretación por la cual fue nominada para un Emmy  y un Premio Satellite, además ganó un premio de la Crítica Cinematográfica a la mejor actriz secundaria en una serie de comedia. En la cuarta temporada apenas ha hecho aparición pero su personaje ha seguido siendo importante dentro de la trama de la serie.

## Otros proyectos

### Música y audiolibros
La actriz también ha grabado una serie de audiolibros para niños, los cuales, posteriormente, le generaron nominaciones al premio Grammy. Fue nominada en 1986 por El Conejo de Peluche en la categoría de mejor álbum para niños. Repitió en la categoría en 1989 con El sastre de Gloucester y The Tale of Peter Rabbit. Fue nominada en la categoría de mejor álbum hablado para niños por The One and Only Shrek en 2008.
El mismo año, quedó nominada al Grammy a la mejor recopilación de banda sonora para película, televisión u otro medio visual por su participación en la banda sonora de la película Mamma Mia!. Su interpretación de la canción del mismo nombre la llevó a incursionar hasta la octava posición en las listas de éxito de Portugal. Igualmente, fue premiada en la trigésimo quinta edición de los premios People's Choice Awards en la categoría de canción favorita en una banda sonora.

### Filantropía
Streep es la portavoz del Museo de Historia Nacional de la Mujer de Estados Unidos, por lo cual ha donado un montón de dinero significativo (incluyendo su pago por la cinta La dama de hierro) y ha dirigido numerosos eventos.
El 4 de octubre de 2012, donó 1 millón de dólares al Teatro Público en honor de su último fundador Joseph Papp, así como a su amiga, la autora Nora Ephron. También respaldó la campaña «Chime For Change» de Gucci, la cual tiene el objetivo de difundir el empoderamiento femenino.

## Acentos y dialectos

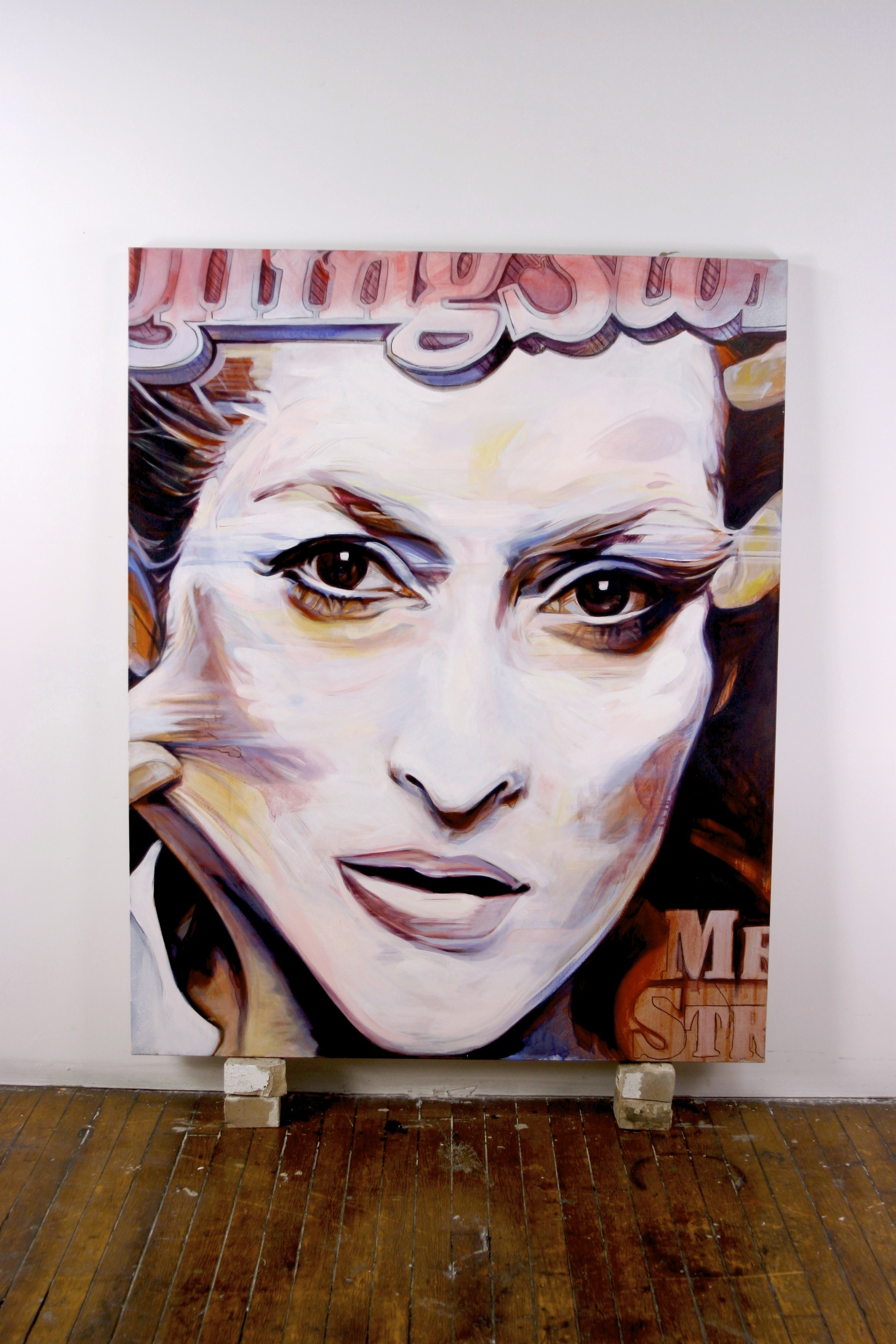
Obra sobre la actriz, basado en la portada que ofreció para la revista Rolling Stone en 1981.

Meryl Streep es muy conocida por su habilidad de imitar un gran número de acentos, desde el danés/inglés en Out of Africa (1985), al inglés británico en La mujer del teniente francés (1981), Plenty (1985) y La dama de hierro (2011); y del italiano en A Prairie Home Companion (2006), al irlandés en Tallo de hierro (1987) o hasta el notorio acento del Bronx de Nueva York en La duda (2008). En 1988, la crítica especializada notó ampliamente la capacidad de la actriz de emular el acento australiano con rasgos del inglés neozelandés. Para su papel en la cinta La decisión de Sophie, actuó bajo el acento polaco, y además, tomó clases de alemán y polaco ya que su papel hablaba con fluidez estas dos lenguas. En La dama de hierro, emuló el estilo retórico de Margaret Thatcher antes del momento en que se convirtió en primera ministra y luego de que cambió su tono de voz y pronunciación cuando llegó al cargo.
A pesar de los numerosos reconocimientos que ha recibido por esto, Streep siempre ha hecho hincapié en que el adoptar un acento es un elemento que considera obvio en la creación de un personaje. Cuando se le preguntó si los acentos le ayudaban a entrar en los personajes, respondió: «Siempre me sorprendo por esta pregunta, ¿Cómo voy a hacer un papel y a hablar como yo?». Cuando se le preguntó en Belfast acerca del cómo los reproducía, respondió simplemente: «escucho», con el acento típico de Úlster, propio de la región.

## Vida personal
Meryl Streep vivió con el actor John Cazale durante tres años hasta la muerte de él en marzo de 1978. Se casó con el escultor Don Gummer el 30 de septiembre del mismo año. La pareja tuvo cuatro hijos: Henry Wolfe Gummer (n. 1979), Mamie Gummer (n. 1983), Grace Gummer (n. 1986) y Louisa Jacobson Gummer (n. 1991). Mamie, Grace y Louisa son actrices, mientras que Henry es músico.
En una entrevista en 2009, cuando le preguntaron a la actriz si la religión hacía parte de su vida, ella respondió: «no sigo ninguna doctrina. No pertenezco ni a una iglesia ni a un templo ni a una sinagoga ni a un ashram». También agregó: «siempre he estado realmente, profundamente interesada en la fe, porque creo que puedo entender el consuelo que está presente en la construcción de una religión». Tampoco descarta la posibilidad de la existencia de Dios, alegando: «tengo la sensación de tratar de hacer mejor las cosas. ¿De dónde viene eso?».
En 2017, tras las acusaciones de abuso sexual contra Harvey Weinstein, a quien Streep se había referido anteriormente como «Dios», la actriz recibió críticas por parte de activistas y medios después de que declaró desconocer las conductas de Weinstein. Una de las víctimas de Weinstein, la actriz Rose McGowan, dijo: «Actrices como Meryl Streep, que trabajaron felizmente para el monstruo [Weinstein], van a vestir de negro en los Globo de Oro como una protesta en silencio... Tu silencio es el problema. Aceptarás jadeante un premio de mentira y no lograrás ningún cambio real» y agregó: «Desprecio tu hipocresía». Streep respondió a McGowan que «no tenía conocimiento sobre los crímenes de Weinstein, ni en los 90 cuando la atacó [a McGowan], o durante las décadas siguientes cuando continuó atacando a otras». Después de las declaraciones de Streep, aparecieron afiches que mostraban una fotografía de la actriz y Weinstein acompañada de un texto que decía «She knew» (Ella sabía) en referencia a los abusos del productor. Los afiches fueron pegados a lo largo de Los Ángeles, llegando hasta Pasadena y los estudios de 20th Century Fox en Century City.
En octubre de 2023, tras recibir el Premio Princesa de Asturias de las Artes, se dio a conocer que lleva más de seis años separada de su marido Don Gummer.
Desde 2024 mantiene una relación con el actor Martin Short, al que conoció durante el rodaje de la serie Only Murders in the Building.